# Gries (Francia)
Gries è un comune francese di 2 781 abitanti situato nel dipartimento del Basso Reno nella regione del Grand Est.

## Società

### Evoluzione demografica
Abitanti censiti